# 有若

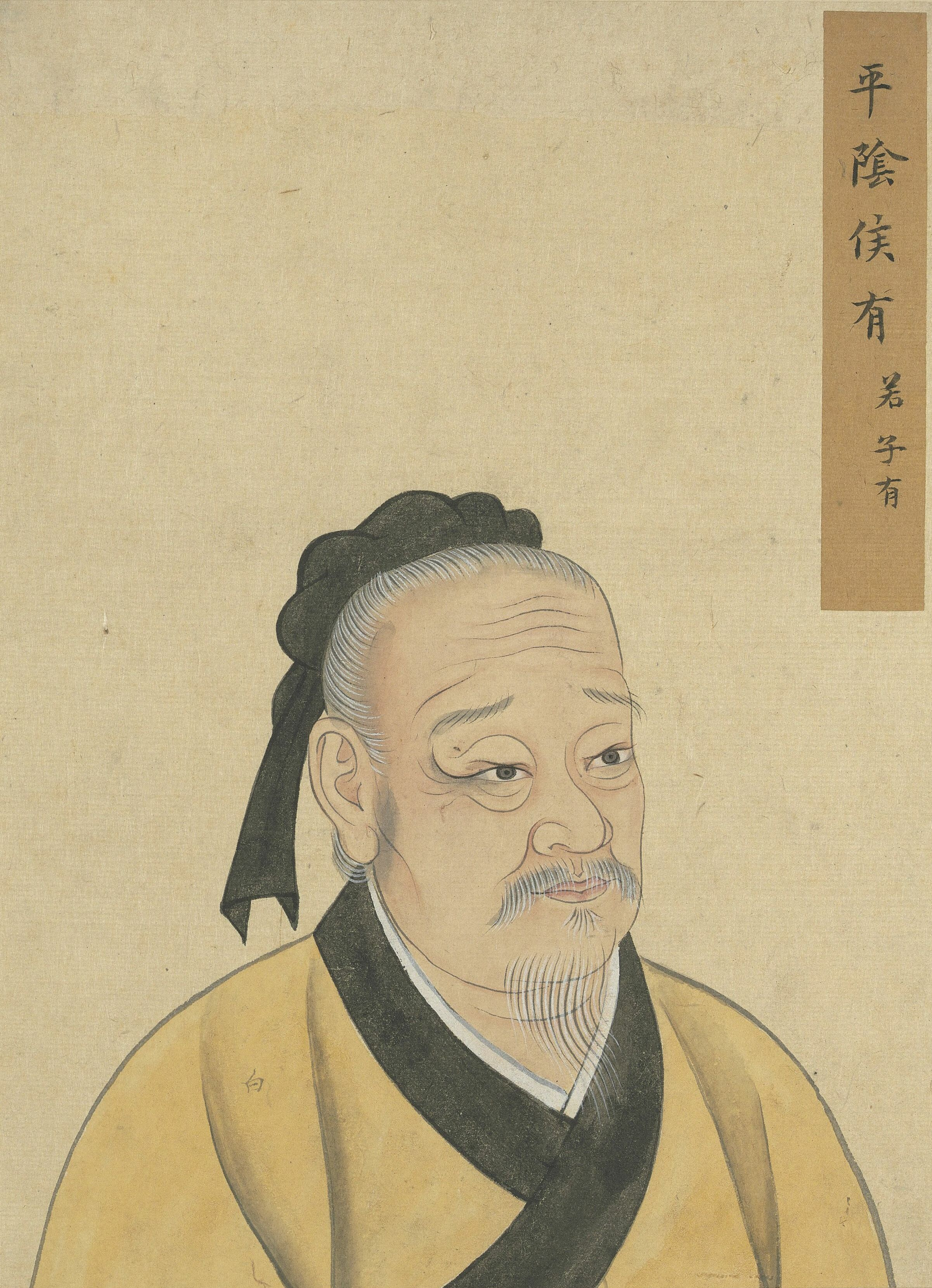
有若

有若（前518年—前458年），字子有，魯國人。唐玄宗尊之为“汴伯”，宋真宗加封为“平阴侯”。明嘉靖九年改称“先贤有子”。
孟子謂孔子歿後，子夏、子張、子游以為有若似聖人，欲以所事孔子事之，曾子以為不可。（詳見《孟子·滕文公上》）有若過世之後，魯悼公曾前往弔唁，足見其為同門及魯人之所重。

## 語錄
1. 其為人也孝悌，而好犯上者，鮮矣！不好犯上，而好作亂者，未之有也。君子務本，本立而道生，孝悌也者，其為仁之本歟？(《論語/學而第一》)
2. 禮之用，和（從容合節）為貴；先王之道，斯為美，小大由之。有所不行，知和而和，不以禮節之，亦不可行也。(《論語/學而第一》)
3. 信近於義，言可復也（與人約信，必先求近乎合理，承諾才可以實踐）；恭近於禮，遠恥辱也。因不失其親，亦可宗也。(《論語/學而第一》)
4. 哀公问于有若曰：“年饥，用不足，如之何？”有若对曰：“盍彻乎？”曰：“二，吾犹不足，如之何其彻也？”对曰：“百姓足，君孰与不足？百姓不足，君孰与足？”(《論語/颜渊第十二》)

## 有子後代
有子第72代有守業於乾隆53年，奉旨授為翰林院五經博士，世代襲封。至民國3年，改為奉祀官。